# 言語技術
言語技術（英語: language technology）は、しばしば人間言語技術（英語: human language technology, HLT）と呼ばれ、コンピュータープログラムや電子デバイスが人間のテキストや音声を分析、生成、変更、応答する方法を研究する学問領域である。言語技術を扱うには、言語学だけでなく、コンピュータサイエンスについても幅広い知識が必要になることが多い。これは、一方では自然言語処理（NLP）と計算言語学（CL）で構成され、他方ではこれらの多くのアプリケーション指向の側面と、エンコーディングや音声技術などのより低レベルの側面から構成されている。
これらの基本的な側面は、通常、自然言語処理や（応用）計算言語学などの関連用語の範囲内にあるとは見なされないことに注意する必要がある。たとえば、世界のあまり知られていない言語の多くでは、言語技術の基礎は、コンピューターやモバイルデバイスで言語を記述できるように、一般社会にフォントやキーボード設定を提供することである。